# Kliutxevskita
La kliutxevskita és un mineral de la classe dels sulfats.

## Característiques
La kliutxevskita és un sulfat de fórmula química K₃Cu₃(Fe3+,Al)(SO₄)₄O₂. Va ser aprovada com a espècie vàlida per l'Associació Mineralògica Internacional l'any 1987. Cristal·litza en el sistema monoclínic. La seva duresa a l'escala de Mohs és 3,5. És un mineral isostructural amb l'alumokliutxevskita.
Segons la classificació de Nickel-Strunz, la kliutxevskita pertany a «07.BC: sulfats (selenats, etc.), amb anions addicionals, sense H₂O, amb cations de mida mitjana i gran», juntament amb els minerals següents: d'ansita, alunita, amonioalunita, amoniojarosita, argentojarosita, beaverita-(Cu), dorallcharita, huangita, hidroniojarosita, jarosita, natroalunita-2c, natroalunita, natrojarosita, osarizawaïta, plumbojarosita, schlossmacherita, walthierita, beaverita-(Zn), ye'elimita, atlasovita, nabokoïta, clorotionita, euclorina, fedotovita, kamchatkita, piypita, alumokliutxevskita, caledonita, wherryita, mammothita, linarita, schmiederita, munakataïta, chenita, krivovichevita i anhidrocaïnita.

## Formació i jaciments
Va ser descobert a la Gran erupció fissural del volcà Tolbàtxik, que es troba a l'óblast de Kamtxatka, al districte Federal de l'Extrem Orient, Rússia. Es tracta de l'únic indret on ha estat trobada aquesta espècie mineral.